# Merope (Tochter des Erechtheus)
Merope (altgriechisch Μερόπη Merópē) ist in der griechischen Mythologie die Tochter des Erechtheus und Mutter des Daidalos. Ihre Geschwister waren Kekrops, Orneus, Thespios, Metion, Sikyon, Pandoros, Alkon, Eupalamos, Prokris, Krëusa, Oreithyia, Chthonia, Protogeneia und Pandora.